# Lichenochora physciicola
Lichenochora physciicola is een korstmosparasiet en behoort tot de orde Phyllachorales. Het komt voor op het kapjesvingermos (Physcia adscendens). Het holotype is gevonden op het bleek vingermos (Physcia dubia). Het veroorzaakt schimmelvormende gallen op de gastheer. Deze gallen zijn bolvormig, eerst donkerbruin tot zwart en later bruin.

## Kenmerken
De asci zijn cilindrisch tot langwerpig-clavaat, zeer dunwandig, de basis taps toelopend en de top stomp tot rond, zonder zichtbare apicale structuren. De ascus heeft acht sporen en meet  65-85 × 13-17 µm. De ascosporen breed ellipsvormig enigszins vernauwd bij mediane septum, glad, dunwandig, zonder epispore of geleiachtige omhulling en meten 11,5-12,5 (-13) × (8-) 8,5-9 µm, (10-11 × 7,5-8 µm in melkzuur).

## Verspreiding
Lichenochora physciicola komt voor in Europa In Nederland komt het zeer zeldzaam voor.